# Исидора Секулич
Исидора Секулич (на сръбски: Исидора Секулић) е сръбска писателка, есеистка и художествена критичка.

## Биография
Родена е на 16 февруари 1877 г. в Мошорин, Бачка в днешната сръбска област Войводина. Секулич изучава литература, а освен това получава добра подготовка и в естествените науки и философията. Завършва педагогическата школа в Будапеща през 1892 година и получава докторска степен през 1922 г. в Германия. Владее няколко класически и девет съвременни езика.
Отдава се на пътешествия с продължителни престои в Англия, Франция и Норвегия. Пътуванията ѝ от Осло през Берген до Финмарк са събрани в съзерцателния пътепис от 1914 г. „Писма от Норвегия“ (Pisma iz Norveške). Сборникът „Спътници“ (Saputnici) съдържа кратки разкази, които представляват необичайно подробен и проникновен самоанализ и смел стилистичен експеримент.
Исидора Секулич пише и критически текстове в областта на музиката, театъра, изкуството, архитектурата, литературата и философията. Автор е на сериозни изследвания на югославската, руската, английската, немската, френската, италианската, норвежката и други национални литератури.
Пенсионира се през 1931 г. Избрана е за дописен член на Сръбската академия на науките и изкуствата на 16 февруари 1939 г., а за редовен член – на 14 ноември 1950 г., като първата жена академик.
Умира на 5 април 1958 г. в Белград.

## Посмъртно признание
През 1967 г. на нейно име е създадена литературна награда.
През 1986 година в Белград излиза книга, посветена на литературните ѝ възгледи.

## Творчество
Лиричните, съзерцателни, интроспективни и аналитични текстове на Секулич се появяват в зората на сръбската проза. Секулич се занимава със състоянието на човека в неговата нова, изцяло модерна чувствителност. Основният ѝ роман, „Хрониката на едно малко градско гробище“ (Кроника паланачког гробља), е написан в противоречие с обичайния хронологически развой на събитията. Вместо това всяка част от книгата започва в гробището, и най-накрая се завръща към времената на кипящия живот с всичките му радости и скърби. Герои като Госпожа Нола са сред първите силни женски характери в сръбската литература, обрисувани детайлно в своята смелост, гордост и непоколебимост.

## Избрана библиография
- Сапутници (1913) – дневник
- Писма из Норвешке (1914) – пътепис
- Из прошлости (1919)
- Ђакон Богородичине цркве (1919) – роман
- Кроника паланачког гробља (1940) – разкази
- Записи (1941)
- Аналитички тренуци и теме, т. 1-3 (1941) – есета
- Записи о моме народу (1948)
- Његошу књига дубоке оданости (1951)
- Говор и језик, културна смотра народа (1956)